# Oceanisch kampioenschap voetbal onder 20 - 2011
Het Oceanisch kampioenschap voetbal onder 20 van 2011 was de 18e editie van het Oceanisch kampioenschap voetbal onder 20, een OFC-toernooi voor nationale ploegen van spelers onder de 20 jaar. Zeven landen namen deel aan dit toernooi. Het toernooi werd gespeeld in Nieuw-Zeeland van 21 tot en met 29 april 2011. Winnaar van het toernooi werd Nieuw-Zeeland, in de finale werd de Salomonseilanden met 3–1 verslagen. Vanuatu werd derde.
Dit toernooi dient tevens als kwalificatietoernooi voor het wereldkampioenschap voetbal onder 20 van 2011. Nieuw-Zeeland kwalificeert zich daarvoor.

## Groepsfase

### Groep A
| Pos. | Land                | GW | W | G | V | DV | DT | +/− | Ptn. |
| ---- | ------------------- | -- | - | - | - | -- | -- | --- | ---- |
| 1    | Vanuatu             | 3  | 3 | 0 | 0 | 14 | 2  | +12 | 9    |
| 2    | Fiji                | 3  | 1 | 1 | 1 | 5  | 3  | +2  | 4    |
| 3    | Papoea-Nieuw-Guinea | 3  | 1 | 1 | 1 | 7  | 6  | +1  | 4    |
| 4    | Amerikaans-Samoa    | 3  | 0 | 0 | 3 | 2  | 17 | –15 | 0    |

|                              |                                                                                     |              |                  |                                                                           |
| 21 april 2011 10:30 (UTC+12) | Vanuatu                                                                             | 7 – 0        | Amerikaans-Samoa | Centre Park, Auckland Toeschouwers: 500 Scheidsrechter: Nelson Sogo (SOL) |
| 21 april 2011 10:30 (UTC+12) | J. Kaltak 15' Stephen 25' Chabot 39' 79' B. Kaltak 61' Kalip 67' Moli-Kalontang 78' | Externe link |                  | Centre Park, Auckland Toeschouwers: 500 Scheidsrechter: Nelson Sogo (SOL) |

|                              |              |       |                     |                                                                               |
| 21 april 2011 15:30 (UTC+12) | Fiji         | 0 – 0 | Papoea-Nieuw-Guinea | Centre Park, Auckland Toeschouwers: 1.300 Scheidsrechter: Kader Zitouni (TAH) |
| 21 april 2011 15:30 (UTC+12) | Externe link |       |                     | Centre Park, Auckland Toeschouwers: 1.300 Scheidsrechter: Kader Zitouni (TAH) |

|                              |      |              |                         |                                                                                |
| 23 april 2011 10:30 (UTC+12) | Fiji | 0 – 2        | Vanuatu                 | Centre Park, Auckland Toeschouwers: 1.500 Scheidsrechter: Norbert Hauata (TAH) |
| 23 april 2011 10:30 (UTC+12) |      | Externe link | Kalip 20' J. Kaltak 82' | Centre Park, Auckland Toeschouwers: 1.500 Scheidsrechter: Norbert Hauata (TAH) |

|                              |                  |              |                                                   |                                                                                  |
| 23 april 2011 13:00 (UTC+12) | Amerikaans-Samoa | 1 – 5        | Papoea-Nieuw-Guinea                               | Centre Park, Auckland Toeschouwers: 1.250 Scheidsrechter: Bertrand Billion (NCL) |
| 23 april 2011 13:00 (UTC+12) | Faavi 54'        | Externe link | Embel 18', 46', 49' Malagian 25' Dabingyaba 90+2' | Centre Park, Auckland Toeschouwers: 1.250 Scheidsrechter: Bertrand Billion (NCL) |

|                              |                                              |              |                  |                                                                            |
| 25 april 2011 13:00 (UTC+12) | Fiji                                         | 5 – 1        | Amerikaans-Samoa | Centre Park, Auckland Toeschouwers: 800 Scheidsrechter: George Bruce (VAN) |
| 25 april 2011 13:00 (UTC+12) | Ratu 39' Salauneune 40', 48', 64' Vukica 53' | Externe link | Herrera 84'      | Centre Park, Auckland Toeschouwers: 800 Scheidsrechter: George Bruce (VAN) |

|                              |                                |              |                                                       |                                                                                |
| 25 april 2011 13:00 (UTC+12) | Papoea-Nieuw-Guinea            | 2 – 5        | Vanuatu                                               | Centre Park, Auckland Toeschouwers: 800 Scheidsrechter: Bertrand Billion (NCL) |
| 25 april 2011 13:00 (UTC+12) | Dabingyaba 70' Komolong 90+2+' | Externe link | J. Kaltak 17' Meltecoin 24' Chabot 32', 66' Kalip 56' | Centre Park, Auckland Toeschouwers: 800 Scheidsrechter: Bertrand Billion (NCL) |

### Groep B
| Pos. | Land             | GW | W | G | V | DV | DT | +/− | Ptn. |
| ---- | ---------------- | -- | - | - | - | -- | -- | --- | ---- |
| 1    | Nieuw-Zeeland    | 2  | 2 | 0 | 0 | 13 | 0  | +13 | 6    |
| 2    | Salomonseilanden | 2  | 1 | 0 | 1 | 3  | 4  | –1  | 3    |
| 3    | Nieuw-Caledonië  | 2  | 0 | 0 | 2 | 1  | 13 | –12 | 0    |

|                              |                 |              |                                           |                                                                             |
| 21 april 2011 13:00 (UTC+12) | Nieuw-Caledonië | 1 – 3        | Salomonseilanden                          | Centre Park, Auckland Toeschouwers: 850 Scheidsrechter: Peter O'Leary (NZL) |
| 21 april 2011 13:00 (UTC+12) | Kenon 6'        | Externe link | Ifunaoa 28' (pen.), 58' (pen.) Teleda 72' | Centre Park, Auckland Toeschouwers: 850 Scheidsrechter: Peter O'Leary (NZL) |

|                              |                  |              |                                      |                                                                                |
| 23 april 2011 15:30 (UTC+12) | Salomonseilanden | 0 – 3        | Nieuw-Zeeland                        | Centre Park, Auckland Toeschouwers: 2.000 Scheidsrechter: Averii Jacques (TAH) |
| 23 april 2011 15:30 (UTC+12) |                  | Externe link | Lucas 52' Rojas 62' (pen.) Bevin 67' | Centre Park, Auckland Toeschouwers: 2.000 Scheidsrechter: Averii Jacques (TAH) |

|                              |                                                                                    |              |                 |                                                                                |
| 25 april 2011 15:30 (UTC+12) | Nieuw-Zeeland                                                                      | 10 – 0       | Nieuw-Caledonië | Centre Park, Auckland Toeschouwers: 1.600 Scheidsrechter: Norbert Hauata (TAH) |
| 25 april 2011 15:30 (UTC+12) | Rojas 11', 16' Lucas 13' Musa 20', 21', 56' Branch 30', 35', 37' Thomas 66' (pen.) | Externe link |                 | Centre Park, Auckland Toeschouwers: 1.600 Scheidsrechter: Norbert Hauata (TAH) |

## Knock-outfase
|  | Halve finale        | Halve finale        |   |                     | Finale              | Finale |
|  |                     |                     |   |                     |                     |        |
|  | 27 april – Auckland |                     |   |                     |                     |        |
|  | Nieuw-Zeeland       | 6                   |   |                     |                     |        |
|  | Fiji                | 0                   |   |                     |                     |        |
|  |                     |                     |   |                     |                     |        |
|  |                     |                     |   |                     | 29 april – Auckland |        |
|  |                     |                     |   |                     | Nieuw-Zeeland       | 3      |
|  |                     | Salomonseilanden    | 1 |                     |                     |        |
|  |                     |                     |   |                     |                     |        |
|  |                     |                     |   |                     | Derde plaats        |        |
|  | 27 april – Auckland | 27 april – Auckland |   | 29 april – Auckland | 29 april – Auckland |        |
|  | Vanuatu             | 3 (2)               |   | Fiji                | 0                   |        |
|  | Salomonseilanden    | 3 (3)               |   |                     | Vanuatu             | 2      |

### Halve finale
|                              |                                  |              |                          |                                                                                         |
| 27 april 2011 12:00 (UTC+12) | Vanuatu                          | 3 – 3 (n.v.) | Salomonseilanden         | North Harbour Stadium, Auckland Toeschouwers: 1.200 Scheidsrechter: Peter O'Leary (NZL) |
| 27 april 2011 12:00 (UTC+12) | Kalip 8' J. Kaltak 78' Shem 115' | Externe link | Teleda 24', 42' Sae 92'  | North Harbour Stadium, Auckland Toeschouwers: 1.200 Scheidsrechter: Peter O'Leary (NZL) |
| 27 april 2011 12:00 (UTC+12) | Strafschoppen                    |              |                          | North Harbour Stadium, Auckland Toeschouwers: 1.200 Scheidsrechter: Peter O'Leary (NZL) |
| 27 april 2011 12:00 (UTC+12) | Jimmy Kalip Wilson Naut Chabot   | 2–3          | Tafoa Saru Samani Felani | North Harbour Stadium, Auckland Toeschouwers: 1.200 Scheidsrechter: Peter O'Leary (NZL) |

|                              |                                                                      |              |      |                                                                                          |
| 27 april 2011 14:45 (UTC+12) | Nieuw-Zeeland                                                        | 6 – 0        | Fiji | North Harbour Stadium, Auckland Toeschouwers: 2.000 Scheidsrechter: Averii Jacques (TAH) |
| 27 april 2011 14:45 (UTC+12) | Sole 12' Galbraith 36' Lucas 40' Chettleburgh 61' Bevin 79' Cain 89' | Externe link |      | North Harbour Stadium, Auckland Toeschouwers: 2.000 Scheidsrechter: Averii Jacques (TAH) |

### Troostfinale
|                              |                      |              |      |                                                                                       |
| 29 april 2011 13:00 (UTC+12) | Vanuatu              | 2 – 0        | Fiji | North Harbour Stadium, Auckland Toeschouwers: 1.500 Scheidsrechter: Matt Conger (NZL) |
| 29 april 2011 13:00 (UTC+12) | J. Kaltak 15', 45+1' | Externe link |      | North Harbour Stadium, Auckland Toeschouwers: 1.500 Scheidsrechter: Matt Conger (NZL) |

### Finale
|                              |                                     |              |                  |                                                                                          |
| 29 april 2011 15:30 (UTC+12) | Nieuw-Zeeland                       | 3 – 1        | Salomonseilanden | North Harbour Stadium, Auckland Toeschouwers: 3.500 Scheidsrechter: Norbert Hauata (TAH) |
| 29 april 2011 15:30 (UTC+12) | Chettleburgh 4' Bevin 57' Lucas 63' | Externe link | Teleda 22'       | North Harbour Stadium, Auckland Toeschouwers: 3.500 Scheidsrechter: Norbert Hauata (TAH) |

1974 · 1978 · 1980 · 1982 · 1985 · 1986 · 1988 · 1990 · 1992 · 1994 · 1997 · 1998 · 2001 · 2002 · 2005 · 2007 · 2008 · 2011 · 2013 · 2014 · 2016 · 2018 · 2022

Jeugdtoernooi OFC mannen: onder 16

Jeugdtoernooi OFC vrouwen: onder 16 · onder 19